# Otho Lovering
Otho Scott Lovering (* 1. Dezember 1890 in Philadelphia, Pennsylvania; † 25. Oktober 1968 in Santa Monica, Kalifornien)  war ein US-amerikanischer Filmeditor.

## Leben
Otho S. Lovering, Sohn von Frank und Georgie Lovering, wuchs mit seinen drei jüngeren Schwestern Caroline (* 1892), Ethel (* 1895) und Mildred (* 1899) im Baltimore County im US-Bundesstaat Maryland auf. Schon sehr früh kam er mit der Kinematographie in Berührung. Beim Zensus von 1910 gab er als Beruf „Operator Moving Pict.“ an. Bereits 1917 wurde Lovering als „Film Printing foreman“ bei der Vitagraph geführt. In den frühen 1920er-Jahren war er für den Schnitt einiger Stummfilme unter dem Namen Otto Lovering verantwortlich. Mitte der 1930er versuchte er sich bei vier Projekten als Regisseur, darunter Border Flight und Drift Fence, und war fortan wieder hauptsächlich für den Schnitt verantwortlich. Für den Western Ringo erhielt Lovering 1940 gemeinsam mit Dorothy Spencer eine Oscar-Nominierung für den Besten Schnitt. Mit dem Wechsel zum aufkommenden Fernsehen in den 1950er-Jahren vollzog er durch den Schnitt von Serien wie Bonanza, The Abbott and Costello Show und The Rebel einen neuen Karriereschritt. Während der 1960er-Jahre war er an zahlreichen Western beteiligt. So schnitt er Filme wie Der Mann, der Liberty Valance erschoß und Cheyenne für John Ford.
Lovering war bis zu seinem Tod als Editor aktiv und starb vermutlich an einer geplatzten Hauptschlagader.

## Filmografie (Auswahl)
- 1928: Sporting Goods
- 1929: Der Kampf um die Macht (The Mighty)
- 1929: Rothaut (Redskin)
- 1932: In einem anderen Land (A Farewell to Arms)
- 1932: Die Frau im U-Boot (Devil and the Deep)
- 1933: Ich bin kein Engel (I’m No Angel)
- 1933: Alles für das Kind (A Bedtime Story)
- 1934: We Live Again
- 1934: You’re Telling Me!
- 1935: Das Tal des Todes (Wanderer of the Wasteland)
- 1935: Das Mädchen, das den Lord nicht wollte (The Gilded Lily)
- 1935: Mädchen in Shanghai (Shanghai)
- 1935: Eine Frau von 20 Jahren (Accent on Youth)
- 1936: Border Flight
- 1936: Drift Fence
- 1936: Die zweite Mutter (Valiant Is the Word for Carrie)
- 1937: Für Sie, Madame … (Vogues of 1938)
- 1938: Algiers
- 1939: Ringo (Stagecoach)
- 1939: Zauberer der Liebe (Eternally Yours)
- 1945: Jagd auf Dillinger (Dillinger)
- 1946: Der Todesreifen (Suspense)
- 1946: Banditen ohne Maske (Abilene Town)
- 1947: Black Gold
- 1948: Der Rächer von Texas (Panhandle)
- 1948: Todeszelle Nr. 5 (I Wouldn’t Be in Your Shoes)
- 1949: Gefängnis ohne Gitter (Bad Boy)
- 1949: Bomba und der schwarze Panther (Bomba on Panther Island)
- 1950: Bomba und der tote Vulkan (The Lost Volcano)
- 1951: Bomba, der Rächer (The Lion Hunters)
- 1952: Hans und die Bohnenstange (Jack and the Beanstalk)
- 1953–1954: The Abbott and Costello Show (19 Folgen)
- 1958: The Veil (sieben Folgen)
- 1959–1961: The Rebel (46 Folgen)
- 1962: Bonanza (zwei Folgen)
- 1962: Der Mann, der Liberty Valance erschoß (The Man Who Shot Liberty Valance)
- 1963: Die Hafenkneipe von Tahiti (Donovan’s Reef)
- 1963: MacLintock (McLintock!)
- 1964: Cheyenne (Cheyenne Autumn)
- 1965: Der Mann vom großen Fluß (Shenandoah)
- 1966: Sieben Frauen (7 Women)
- 1967: Der Weg nach Westen (The Way West)
- 1967: Das Teufelsweib von Texas (The Ballad of Josie)
- 1968: Die grünen Teufel (The Green Berets)
- 1969: Die Letzten vom Red River (The Good Guys and the Bad Guys)

## Auszeichnungen
- 1940: Oscar-Nominierung in der Kategorie Bester Schnitt zusammen mit Dorothy Spencer für Ringo